# Apogon dhofar
Apogon dhofar es una especie de pez de la familia de los apogónidos en el orden de los perciformes.

## Morfología
Los machos pueden alcanzar los 14 cm de longitud total.

## Distribución geográfica
Se encuentran al sur de Omán.